# Garopaba
Garopaba es un municipio brasileño del estado de Santa Catarina. Tiene una población estimada al 2020 de 23 579 habitantes.

## Etimología
El nombre Garopaba tiene origen en dos palabras del idioma guaraní: ygara (embarcación) y paba (ensenada).

## Historia
Los primeros habitantes de la localidad fueron los indios Carios. En 1525 arribó en la costa el español Don Rodrigo de Acuña, mientras escapaba de una tormenta.
Los primeros asentamientos datan de 1666 por parte de colonos Azorianos enviados por el Imperio portugués. Fue elevado a la categoría de freguesia en 1830.
El 19 de diciembre de 1846, la Asamblea Provincial permitió la construcción de la iglesia, un cementerio y de la casa parroquial. Esto fomentó el desarrollo de Garopaba y fue elevada a Villa en 1890.
Se emancipó como municipio el 19 de diciembre de 1961, separándose de Palhoça.

## Turismo

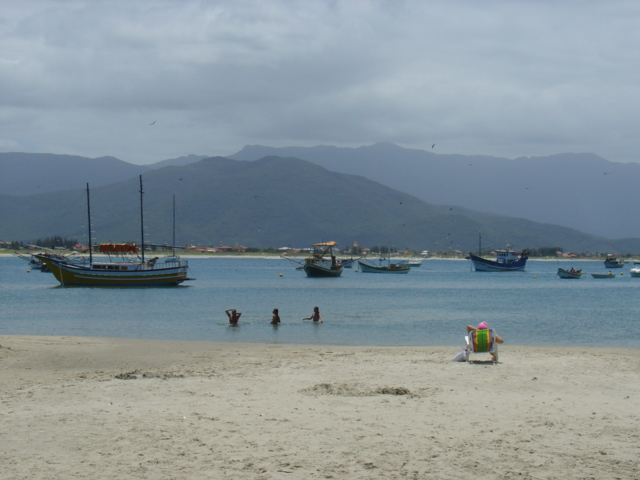
Playa de Baixo, en Garopaba.

La ciudad recibe aproximadamente 140 mil turistas en el verano, la mayoría en busca de sus hermosas playas. Entre sus playas se destacan: Vigía, Ouvidor, Barra, Ferrugem , Siriú , Gamboa y Silveira , rodeadas por la Mata Atlántica, donde se pueden observar ballenas francas. Las playas son ideales para la práctica del surf, recibiendo surfistas de todo Brasil para disfrutar de sus olas.